# Челсо Вали
Челсо Вали (Болоња, 14. маја 1950 — Болоња, 27. јул 2025) био је италијански композитор, диригент, аранжер и продуцент плоча.
Рођен у Болоњи, Вали је студирао на Конзерваторијуму Ђовани Батиста Мартини. Званично је дебитовао сарађујући са Друпијем на његовом албуму Провинција из 1978. године. Исте године почиње да продуцира, аранжира и повремено ради као композитор у бројним Итало диско пројектима, укључујући Тантру, Азото и Песенџерс. Од 1979. године почиње да сарађује са Мином, затим је био продуцент и сарадник неких од најуспешнијих италијанских уметника између 1980-их и 2000-их, међу којима су Андреа Бочели, Лаура Паузини, Ерос Рамацоти, Филипа Ђордано, Манго, Васко Роси, Матиа Базар, Раф, Гиоргија, Герардина Тровато.